# エヴァ・プウォンカ
エヴァ・プウォンカ（Ewa Płonka, 1982年12月27日 - ）は、ポーランド出身のピアニスト、ソプラノ歌手である。

## 経歴
1982年12月27日、ポーランド南西部のプルドニクに生まれる。
当初はピアニストとして生地のシマノフスキ音楽院を首席で卒業後、ポズナンのパデレフスキ音楽院、ノルウェー、アメリカで学び、博士号を取得した。大学の講師として勤務する傍ら、複数のピアノ・コンクールで入賞し演奏活動を開始する（2009年にオクラホマシティ大学で
リストのピアノ協奏曲第2番を演奏している）。ピアノと並行して、ポーランドとアメリカで声楽も学んでいた。バス歌手のニキタ・ストロイェフなどに師事。
2014年から2年間、ジュリアード音楽院でオペラ歌手としての研鑽を積む。（2015年1月にトーマス・ハンプソンのマスタークラスに参加した映像が公開されている。）
メゾソプラノとして、2014年のマルチェロ・ジョルダーニ声楽コンクールでデボラ・ヴォイト賞を受賞している。同年ゲルダ・リスナー財団主催の声楽コンクールでも3位になっている。
ジュリアード音楽院を卒業後、フランクフルト歌劇場と契約し、2016年「さまよえるオランダ人」のマリー、2017年に「リゴレット」のマッダレーナ、「イル・トロヴァトーレ」のアズチェーナを歌っている。2018年6月から2019年3月にかけて、カールスルーエ歌劇場で歌った「アンナ・ボレーナ」のジョヴァンナ役で、自身の高音域の可能性に気づき、ソプラノへの転向を試みる。
2019年10月のヴァージニア・オペラでの「トスカ」でソプラノとしての再デビューを果たす。2020年はソプラノとしての多くの出演が予定されていたが、コロナ禍によりキャンセルまたは延期となる。しかし、2021年4月にYouTubeに公開したプッチーニの「トゥーランドット」の "In Questa Reggia" をはじめとするアリアが、世界中のオペラ・ファンの間で話題を呼び、同年7月のオーストリアのサンクト・マルガレーテンのシュタインブルフ野外オペラで「トゥーランドット」の題名役を歌い、大成功を収める。

## 国際的な活躍
特記無しは、主役ソプラノ役
2022年年
- 3月　プラハ国立歌劇場での「アイーダ」
- 6月　ベルリン・ドイツ・オペラでの「マクベス」
- 7月　アレーナ・ディ・ヴェローナで「ナブッコ」
- 9月　ライン・ドイツ・オペラでの「マクベス」
- 10月　パレルモ・マッシモ劇場での「ナブッコ」
- 11月　チューリッヒ歌劇場での「マクベス」

など、短期間で欧州各国の主要劇場へのデビューが続く。
2023年
- 2月　ロイヤル・オペラに「タンホイザー」のヴェーヌス
- 5月　バイエルン国立歌劇場で「ルサルカ」の外国の王女
- 同月　ゼンパー・オーパーで「ナブッコ」
- 7月　ベルリン国立歌劇場で「ドン・カルロ」
- 同月　マドリードのレアル劇場の「トゥーランドット」
- 10月　ダラス・オペラでの「トスカ」

など西欧の主要劇場への出演が相次ぐ。
2024年
プッチーニの没後100年記念ということもあり、世界各地で「トゥーランドット」を歌う。
- 1月　ベルリン・ドイツ・オペラでの「トゥーランドット」
- 3月　ハンブルク歌劇場での「トゥーランドット」
- 5月　ワシントン歌劇場での「トゥーランドット」に続き、
- 6月29日　ロイヤル・オペラの来日公演の「トゥーランドット」で日本デビュー

日本での公演では声の威力だけでなく、その精緻な音楽解釈で聴衆を圧倒した。

以降も9月にパレルモ・マッシモ劇場に「トゥーランドット」で出演するなど、更なる活躍が期待されている。